# Mornaguia
Mornaguia (arabe : المرناڨية) est une ville située à quatorze kilomètres au sud-ouest de Tunis.
Rattachée administrativement au gouvernorat de la Manouba, elle constitue une municipalité comptant 19 834 habitants en 2014. Chef-lieu d'une délégation, elle est un centre agricole important pour la fertile plaine du Mornag. Touchée par l'étalement urbain de l'agglomération tunisoise, elle fait partie des villes à forte croissance, d'autant plus qu'elle est située sur l'axe autoroutier Tunis-Medjez el-Bab (A3).
Elle se compose de plusieurs quartiers : Tebaltech, Bouhnach, Sidi Ali El Hattab, Ksar Hadid, El Fejja, Hmaiem, Menzel Habib, Bouregba et Tahouna.
La ville est aussi connue pour abriter une prison civile,.

## Histoire
La région de Mornaguia possède de nombreux vestiges de l'époque romaine. Â proximité du Borj Mornaguia, des fouilles ont révélé des thermes romains du IIIe siècle. L'une des mosaïques représentant divers pêcheurs, un épervier et des bateaux est exposée au musée national du Bardo. Une basilique chrétienne antique et un caveau funéraire romain situés au lieu-dit Henchir Messadine sont des monuments classés dès 1899.
Au début du XVIIIe siècle, Hussein Ben Ali, premier bey de la dynastie husseinite, commence la construction d'un palais que les locaux appellent Borj El Bey au lieu-dit Henchir Mornaguia. Lorsque Hammouda Pacha prend le pouvoir, en 1782, il perçoit vite l'intérêt d'avoir un poste avancé accessible à distance de cheval de ses deux palais du Bardo et de La Manouba. Il fait effectuer des travaux : l'ensemble comprend une ferme pour gérer le large domaine agricole que, d'après l'historien Ibn Abi Dhiaf, Hammouda Pacha utilise comme modèle pour encourager la bourgeoisie d'origine turque et les habitants de la région à investir dans l'agriculture. Le palais contient aussi, en plus des appartements et salles de banquet et réceptions habituelles, plusieurs salles de travail et des pièces à usage administratif spécifiquement destinées au fait que le bey Hammouda y rencontre avec la discrétion nécessaire ses émissaires chargés de surveiller les frontières algériennes.
Par la suite, Mohammed Bey donne le palais à l'une de ses favorites surnommée Bent El Baz (ou Baza). Le dernier membre de la cour beylicale à posséder le palais est le ministre Mustapha Ben Ismaïl puis la propriété est vendue à un colon français puis devient un bien domanial lors de l'expropriation des colons. De nos jours, il ne reste qu'une porte et quelques rares pans de murs comme vestiges du palais.
Sous le protectorat français, Mornaguia est un village nommé Saint-Cyprien, colonisé entre autres par la Société des fermes françaises de Tunisie.

## Barrage
Un barrage portant le nom de la ville constitue, avec le barrage de Ghdir El Goulla et le futur barrage de Saïda, une retenue de sécurité placée à proximité du Grand Tunis pour fournir la SONEDE en eau potable pour les habitants pendant les périodes de coupure des adductions de transfert et les heures de pointe, ou en cas d'accidents de qualité de l'eau.
Le barrage de Mornaguia et celui de Ghedir el Goulla forment un complexe de zones humides de 273 hectares classé par la convention de Ramsar (no 2101) et apprécié des oiseaux aquatiques car ces deux retenues sont les seuls plans d'eau douce de toute la région, les sebkhas étant constituées d'eau salée ou saumâtre.